# Flor Roffé de Estévez
Flor Roffé de Estévez (24 de octubre de 1921, Caracas - 21 de octubre de 2004, ibíd.) fue una compositora, escritora, y profesora de música venezolana. Provino de una familia judía, que migró al país, a principios del siglo XX.

## Biografía
En 1937, obtuvo el profesorado de música de la Escuela de Música José Ángel Lamas, donde aprendió piano de Moisés Moleiro, teoría musical de Eduardo Plaza, armonía de Antonio Estévez, e historia de la música de Juan Bautista Plaza. En 1944, estudió pedagogía de la música, en la New York Teacher's College de la Universidad de Columbia, y en 1945 en la Juilliard School of Music, y por último, en la New York Dalcroze School.
Enseñó educación rítmica, con el método Dalcroze (de Émile Jaques-Dalcroze (1865-1950) tanto en la Escuela Normal Gran Colombia como en la Escuela Preparatoria de Música (hoy Escuela de Música Juan Manuel Olivares). En 1958, desarrolló, en nombre del Ministerio de Educación, seminarios y talleres sobre la aplicación del programa de educación musical del Ministerio. De 1959 a 1963 fue Supervisora Nacional del Ministerio de Educación.
Después de una estancia de varios años en París, fundó en 1972, con el apoyo del ''Consejo Nacional de la Cultura (CONAC) la Escuela Experimental de Pedagogía Musical, que dirigió durante quince años. En 1988, fue profesora de educación musical en la Universidad Central de Venezuela.
Además de numerosas publicaciones de educación musical, Flor Roffé de Estévez realizó una monografía sobre Vicente Emilio Sojo, además de una serie de ediciones con canciones venezolanas para diversas agrupaciones.

## Algunas publicaciones

### Libros
- El niño y la Música, Caracas 1995[4]

- El cumpleaños de la gallinita. Colección primera dimensión: Serie roja. Ilustró Laura Liberatore. 2ª edición de Monte Ávila Editores Latinoamericana CA, 14 pp. 1992 ISBN 9800105565, ISBN 9789800105566

- Vicente Emilio Sojo y sus Gatos, Caracas 1988

- Vicente Emilio y sus gatos: un cuento que no es un cuento. Colección Guarimba. Con Cristina Keller. Editor Alfadil, 29 pp. 1987 ISBN 9806005201, ISBN 9789806005204

- Cuaderno de Ejercicio de Armonía

- Tu, Yo y la Música

## Composiciones
- Ciclo de canciones para coro y piano, 1960
- 22 canciones infantiles venezolanas, 1976
- Una cebolla en la olla, 44 pp. 1978
- 10 canciones venezolanas a cuatro manos, 1978
- 15 canciones venezolanas aún más fáciles, 1978